# Teun Mulder
Teunis Mulder (conocido como Teun Mulder; Zuuk, 18 de junio de 1981) es un deportista neerlandés que compitió en ciclismo en la modalidad de pista, especialista en las pruebas de velocidad por equipos y keirin y contrarreloj.
Participó en tres Juegos Olímpicos de Verano, entre los años 2004 y 2012, obteniendo una medalla de bronce en Londres 2012, en la prueba de keirin, el quinto lugar en Pekín 2008 (velocidad por equipos) y el sexto lugar en Atenas 2004 (velocidad por equipos).
Ganó nueve medallas en el Campeonato Mundial de Ciclismo en Pista entre los años 2005 y 2011, y dos medallas en el Campeonato Europeo de Ciclismo en Pista, oro en 2007 y plata en 2005.

## Medallero internacional
| Juegos Olímpicos   | Juegos Olímpicos              | Juegos Olímpicos  | Juegos Olímpicos      |
| Año                | Lugar                         | Medalla           | Competición           |
| ------------------ | ----------------------------- | ----------------- | --------------------- |
| 2012               | Londres ( Reino Unido)        | Medalla de bronce | Keirin                |
| Campeonato Mundial |                               |                   |                       |
| Año                | Lugar                         | Medalla           | Competición           |
| 2005               | Los Ángeles ( Estados Unidos) | Medalla de oro    | Keirin                |
| 2005               | Los Ángeles ( Estados Unidos) | Medalla de plata  | Velocidad por equipos |
| 2008               | Mánchester ( Reino Unido)     | Medalla de oro    | 1 km contrarreloj     |
| 2008               | Mánchester ( Reino Unido)     | Medalla de plata  | Keirin                |
| 2008               | Mánchester ( Reino Unido)     | Medalla de bronce | Velocidad por equipos |
| 2009               | Pruszków ( Polonia)           | Medalla de bronce | Keirin                |
| 2010               | Ballerup ( Dinamarca)         | Medalla de oro    | 1 km contrarreloj     |
| 2011               | Apeldoorn ( Países Bajos)     | Medalla de plata  | 1 km contrarreloj     |
| 2011               | Apeldoorn ( Países Bajos)     | Medalla de bronce | Keirin                |
| Campeonato Europeo |                               |                   |                       |
| Año                | Lugar                         | Medalla           | Competición           |
| 2005               | Fiorenzuola ( Italia)         | Medalla de plata  | Ómnium esprint        |
| 2007               | Alkmaar ( Países Bajos)       | Medalla de oro    | Ómnium esprint        |

1. 1 2  Campeonato Europeo realizado sólo para la disciplina de ómnium.
2. ↑  Variedad de ómnium que incluía cuatro pruebas de esprint: 200 m vuelta lanzada, keirin, eliminación y velocidad individual.

## Palmarés

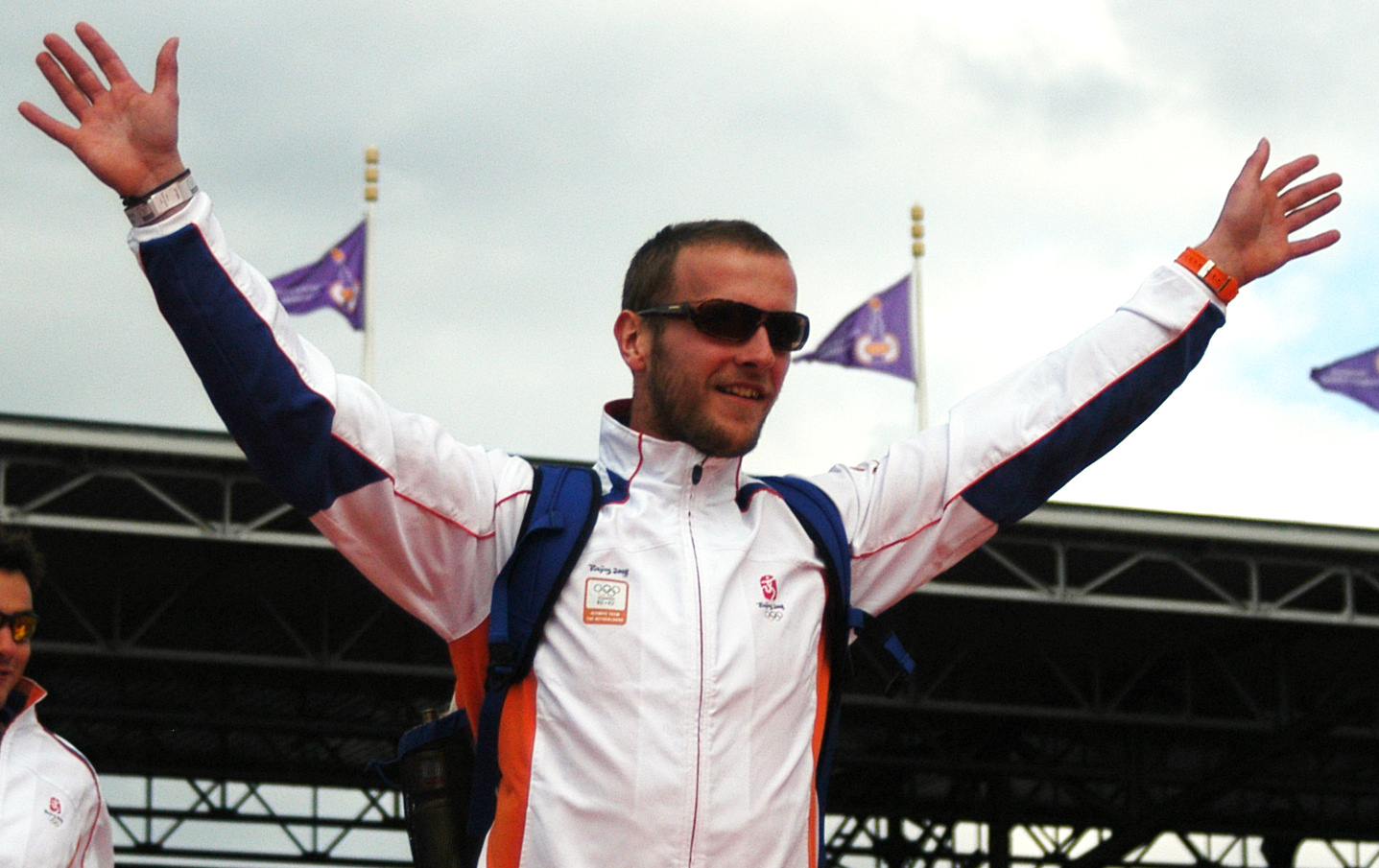
Teun Mulder en 2008.

- 2000
  -  Campeón de Holanda de Omnium
- 2001
  -  Campeón de Holanda de velocidad
  -  Campeón de Holanda de Kilómetro
- 2002
  -  Campeón de Holanda de Kilómetro
- 2003
  -   Campeón de Europa sub-23 en Keirin
- 2004
  -  Campeón de Holanda de Kilómetro
- 2005
  -  Campeón del mundo de Keirin
  -  Campeón de Holanda de velocidad
- 2007
  - Campeonato Europeo Omnium Sprint
- 2008
  -  Campeón del mundo de Keirin
  -  Campeón de Holanda de Kilómetro
  -  Campeón de Holanda de velocidad
- 2009
  -  Campeón de Holanda de keirin
  -  Campeón de Holanda de Kilómetro
  -  Campeón de Holanda de velocidad
- 2010
  -  Campeón del mundo de Kilómetro contrarreloj
- 2011
  -  Campeón de Holanda de Kilómetro
  -  Campeón de Holanda de velocidad
- 2012
  -  Medalla de bronce a los Juegos Olímpicos de Londres en Keirin

### Resultats a laCopa del Mundo
- 2001
  - 1.º en Szczecin, en Kilómetro
- 2004-2005
  - 1.º en Los Ángeles, en Keirin
  - 1.º en Los Ángeles, en Velocidad por equipos
- 2005-2006
  - 1.º en Sídney, en Velocidad por equipos
- 2007-2008
  - 1.º en Pequín, en Velocidad por equipos
- 2009-2010
  - 1.º en Cali, en Velocidad por equipos